# Galovany
Galovany (allemand : Gallendorf, hongrois : Gálfalu) est un village de Slovaquie situé dans la région de Žilina.

## Histoire
La première mention écrite du village date de 1297.
Gálfalu (aujourd'hui Galovany) et Nagypalugya (Veľká Paludza) ont fusionné en 1871.

## Démographie

### Évolution de la population
| Année:               | 1994. | 2004.    | 2014.   | 2024.    |
| -------------------- | ----- | -------- | ------- | -------- |
| Nombre de personnes: | 231   | 281      | 278     | 315      |
| Différence:          |       | +21,64 % | -1,06 % | +13,30 % |

| Année:               | 2023. | 2024.   |
| -------------------- | ----- | ------- |
| Nombre de personnes: | 320   | 315     |
| Différence:          |       | -1,56 % |